# Syndroom van Gilbert
Het syndroom van Gilbert is geen gevaarlijke, maar wel lastige en zeldzame erfelijke aandoening waarbij bepaalde enzymen in de lever  minder goed werken. Mensen met dit syndroom hebben meestal een zekere mate van geelzucht (door een ongeconjugeerde hyperbilirubinemie) die soms wel en soms niet met het blote oog waarneembaar is.

## Oorzaken
Rode bloedcellen hebben een levensduur van ongeveer 120 dagen, waarna ze uit de bloedbaan verwijderd en vernietigd worden. Hierbij wordt hemoglobine (de rode bloedkleurstof) afgebroken tot bilirubine (de gele galkleurstof). Het bilirubine wordt in de lever wateroplosbaar gemaakt, zodat het uitgescheiden kan worden met de urine en (via de gal) in de ontlasting. Hiervoor is een enzym, bilirubine-uridinedifosfaat-glucuronosyltransferase (UGT1A1) of glucuronosyltransferase), nodig dat grotendeels in de lever aanwezig is. Men noemt dit proces het conjugeren. Voor de omzetting wordt het bilirubine ongeconjugeerd genoemd, daarna is het geconjugeerd. Alleen het geconjugeerde bilirubine kan worden uitgescheiden met urine of met de ontlasting. Wanneer er te veel bilirubine achterblijft in het bloed dan kan dit leiden tot "geel" zien, waarneembaar als een gelige verkleuring van de huid en het oogwit.
Bij het syndroom van Gilbert is door een erfelijke afwijking aan het UGT1Al enzym de activiteit van dit enzym in de lever verminderd. Hierdoor is de hoeveelheid ongeconjugeerde bilirubine in het bloed verhoogd. Dit syndroom wordt autosomaal recessief overgeërfd, wat betekent dat beide ouders minimaal 1 allel voor het syndroom moeten hebben. De ernst van het syndroom kan wel sterk verschillen omdat er verschillende variaties in de genetische afwijking mogelijk zijn.
Op het moment dat het lichaam stress ervaart (lichamelijk dus) kan het bilirubinegehalte stijgen. Dit is bijvoorbeeld het geval bij vasten of een flinke lichamelijke inspanning, maar ook bij een operatie of griep. Het bilirubinegehalte kan daarbij variëren tussen waarden van 1.7 en 90 μmol/l, waarbij 12 μmol/l een normaal gehalte is.

## Verschijnselen en klachten

### Geelzucht
Het syndroom van Gilbert komt voor bij ongeveer 5% van de Nederlanders, maar slechts een op de drie mensen die aan deze ziekte lijden heeft ook daadwerkelijk klachten. Afhankelijk van de hoogte van het bilirubine-gehalte in het bloed kan het oogwit en in tweede instantie de huid gelig verkleuren. Bij het bloedonderzoek is alleen het ongeconjugeerde bilirubine verhoogd, maar zijn alle andere leverwaarden volstrekt normaal. De definitieve diagnose kan alleen gesteld worden na genetisch onderzoek.

### Interactie met medicatie
De defecte enzymen die aan de basis liggen van het syndroom van Gilbert (UGT1A1) zijn ook gedeeltelijk verantwoordelijk voor de detoxificatie van sommige medicatie door de lever. Zo wordt het syndroom van Gilbert gelinkt aan ernstige diarree en neutropenie bij patiënten die behandeld worden met  irinotecan, wat normaliter gemetaboliseerd wordt door UGT1A1.

### Verschijnselen en klachten
Het blijft moeilijk om precies aan te geven welke klachten precies het gevolg zijn van dit syndroom. Verreweg de meeste mensen hebben geen klachten en het syndroom wordt dan ook meestal bij toeval gevonden. Een aantal mensen met dit syndroom heeft echter wel klachten en klaagt over vermoeidheid en een onbestemde pijn in de buik bij de leverstreek, die af en toe hevig kan zijn.

## Behandeling
De enige medicamenteuze behandeling is met fenobarbital, dat kan zorgen voor een daling van de bilirubineconcentratie in het bloed maar het middel wordt zelden gegeven. Meestal wordt geadviseerd om regelmatig te eten en te bewegen. Een stijging van het bilirubinegehalte is waarschijnlijk niet gevaarlijk en dieetmaatregelen worden over het algemeen niet geadviseerd. Wel geven sommige patiënten aan dat een vetarm dieet, dat de lever ontziet, en het regelmatig drinken van bietensap de klachten doet verminderen. Overmatig gebruik van alcohol kan een negatieve invloed hebben op het verloop van Gilbert.
Bij pasgeboren baby's werkt de lever soms ook nog niet goed, waardoor de baby soms ook enigszins geelbruin gekleurd is (door het hoge bilirubinegehalte). Deze kinderen worden dan soms aan veel daglicht en een enkele keer ook aan het licht van een blauwe lamp blootgesteld (geen UV-licht); dat is omdat dit zou helpen bij de afbraak van bilirubine (analoog hieraan zou voldoende zonlicht voor gilbertpatiënten ook een positieve werking kunnen hebben op eventuele klachten. Dit laatste is echter nog niet voldoende wetenschappelijk onderzocht).